# Sobór św. Eliasza w Dubnie
Sobór św. Eliasza – prawosławny sobór w Dubnie, należący do eparchii rówieńskiej Kościoła Prawosławnego Ukrainy. 
Sobór został wzniesiony na miejscu starszej, drewnianej cerkwi ufundowanej jeszcze przez Konstantego Wasyla Ostrogskiego. Jako patrona świątyni wybrał on proroka Eliasza, gdyż był on także patronem jego przyrodniego brata Ilii Ostrogskiego. Budowa cerkwi trwała od 1902 do 1908 i została sfinansowana przez subwencję Świątobliwego Synodu Rządzącego w wysokości 8800 rubli oraz przez dobrowolne ofiary wiernych. 23 września 1908 gotowy obiekt poświęcił arcybiskup wołyński i żytomierski Antoni. W 1909 świątynia otrzymała rangę soboru. Budynek wzniesiony jest w stylu bizantyjsko-rosyjskim.